# 安哈尔特应用技术大学
安哈尔特应用技术大学（德語：Hochschule Anhalt），又译作安哈尔特应用科学大学，是位于德国萨克森-安哈尔特州的一所应用技术大学（Fachhochschule）。学校于1991年成立，三大校区分别位于克滕、贝恩堡和德绍-罗斯劳。

## 历史
在1991年10月1日建校半年后，安哈尔特应用技术大学于1992年3月在克滕宫的镜厅举行了庄严的开校仪式。 

三大校区在萨克森-安哈尔特州的位置

在19世纪，克滕是克滕高等技术学院（Höhere technische Institut zu Cöthen）的所在地， 工程师们会在那里接受三年的电气工程 ，机械工程、 化学 、冶金、制砖（Ziegeleitechnik）或陶瓷课程的学习。   前克滕应用技术大学（Technische Hochschule Köthen）在1993年9月前一直与安哈尔特应用技术大学并存。 
早在1880年，赫尔曼·黑尔里格尔（Hermann Hellriegel）在贝恩堡建立了安哈尔特实验站（Anhaltischen Versuchsstation），开始在贝恩堡开展农业教育。  随后贝恩堡植物育种学院（Institut für Pflanzenzüchtung Bernburg）于1947年成立，贝恩堡农业大学（Hochschule für Landwirtschaft Bernburg）于1961年成立，1967年改组成为农业与食品科学大学（Hochschule für Landwirtschaft und Nahrungsgüterwirtschaft），并从1981年开始在农业经济学、企业与国民经济学专业推行为期四年的直接学习进修（Aufbau des vierjährigen Direktstudiums），1988年更名为托马斯·闵采尔农业与食品科学大学（Hochschule für Landwirtschaft und Nahrungsgüterwirtschaft „Thomas Müntzer“），1991年10月1日并入安哈尔特应用技术大学。 

## 地点

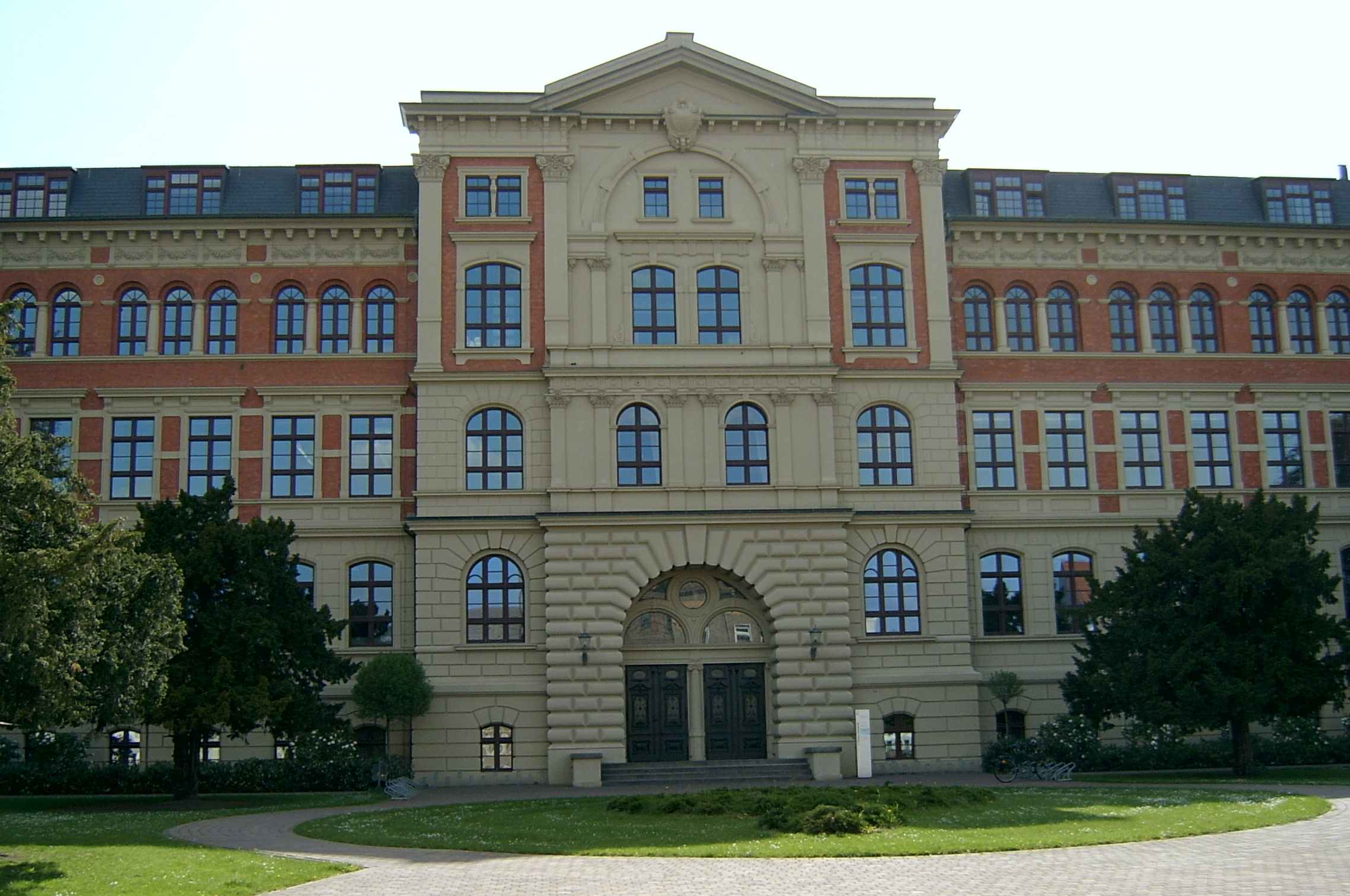
克滕校区学校主楼，位于贝恩堡街55号（Bernburger Str. 55）

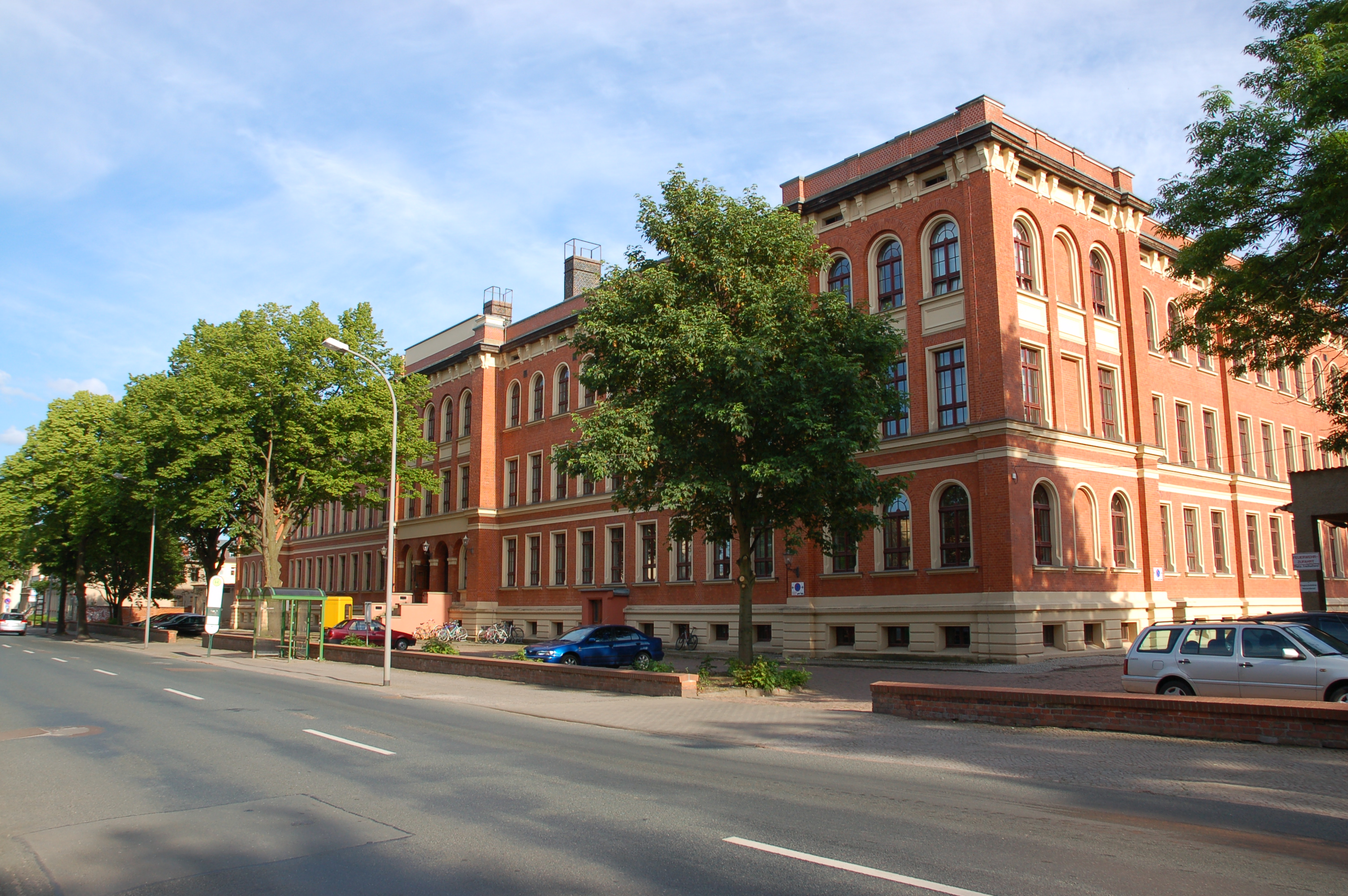
克滕校区计算机系与预科部，位于洛曼街23号（Lohmannstraße 23）

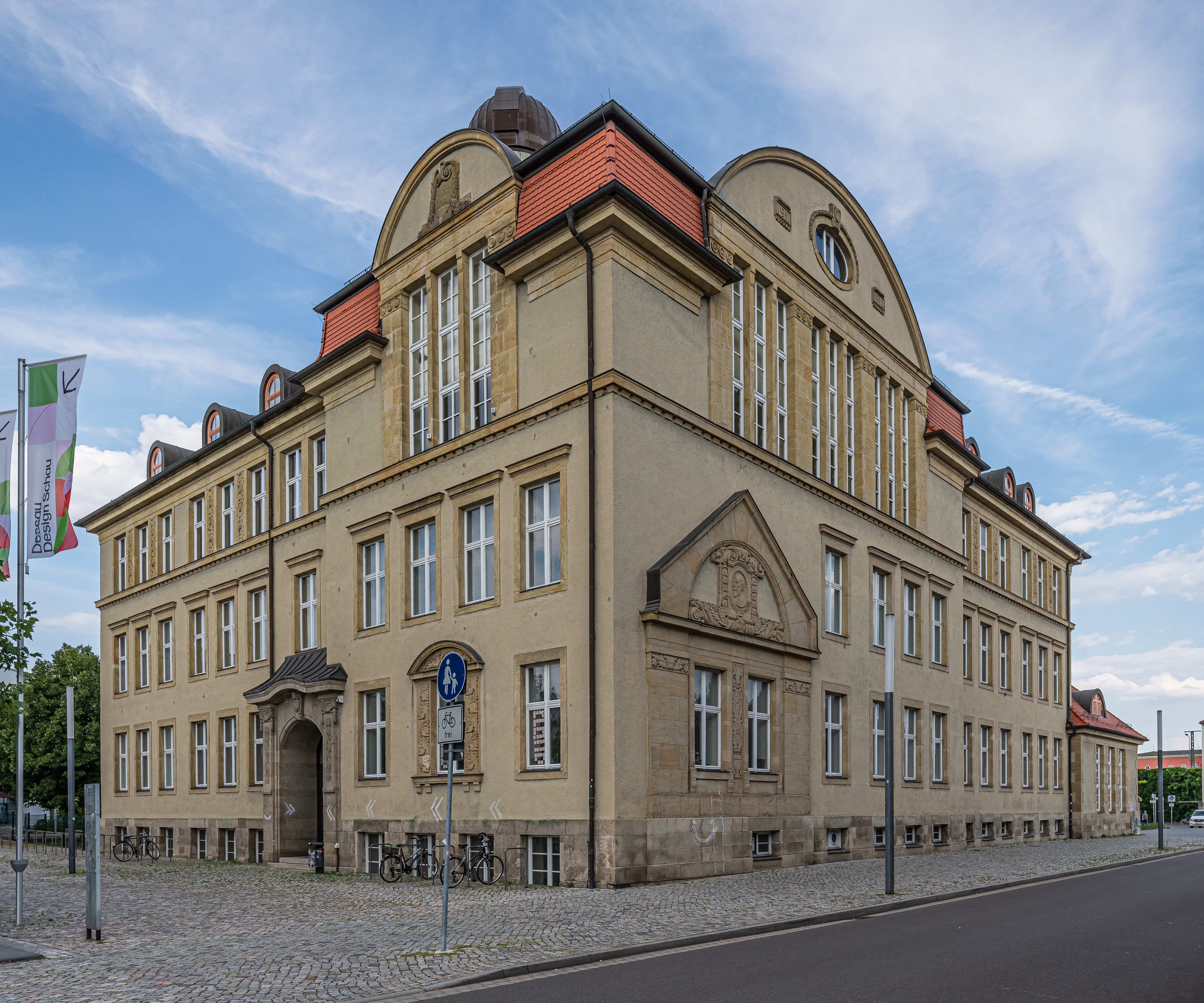
研讨会大楼，德绍校区

克滕校区主要教授技术类专业的课程， 此外，学校的一部分为预科部，即国家大学预科（Landesstudienkolleg），外国学生在德国接受高等教育前需在此就读。   贝恩堡校区有以下科系： 商业、农业、自然保护与家政营养学。   德绍校区教授与设计和建筑有关的专业，   其中包括以下科系：建筑、设施管理、地理信息和设计 。 

## 专业
- 建筑（Architektur）（德绍-罗斯劳校区）
- 景观建筑（Landschaftsarchitektur）（贝恩堡校区）
- 企业经济学（Betriebswirtschaft）（贝恩堡校区）
- 生物医学工程（Biomedizinische Technik）（克滕校区）
- 生物技术（Biotechnologie）（克滕校区）
- 设计（Design）（德绍-罗斯劳校区）
- 电气与信息技术（Elektro- und Informationstechnik）（克滕校区）
- 设施管理（Facility Management）（德绍校区）
- 房地产经济学（Immobilienwirtschaft）（贝恩堡校区）
- 国际商务（International Business）（贝恩堡校区）
- 国际贸易（International Trade）（贝恩堡校区）
- 房地产估价（Immobilienbewertung）（贝恩堡校区）
- 应用计算机科学（移动系统、媒体计算机科学与信息管理）（Angewandte Informatik (Mobile Systeme, Medieninformatik und Informationsmanagement)）（克滕校区）
- 网络计算机科学（Informatik im Netz）（克滕校区）
- 软件本地化（Software-Lokalisierung）（克滕校区）
- 农业（Landwirtschaft）（贝恩堡校区）
- 景观建筑与环境规划（Landschaftsarchitektur und Umweltplanung）（贝恩堡校区）
- 食品技术（Lebensmitteltechnologie）（克滕校区）
- 机械工程（Maschinenbau）（克滕校区）
- 在线通讯（Online Kommunikation）（贝恩堡校区）
- 媒体技术（Medientechnik）（克滕校区）
- 自然保护和景观规划（Naturschutz und Landschaftsplanung）（贝恩堡校区）
- 家政营养学（Ökotrophologie）（贝恩堡校区）
- 制药技术（Pharmazeutische Technik）（克滕校区）
- 太阳能技术（Solartechnik）（克滕校区）
- 过程工程（Verfahrenstechnik）（克滕校区）
- 测量和地理信息学（Vermessung und Geoinformatik）（德绍-罗斯劳校区）
- 机械工程专业经济工程（Wirtschaftsingenieurwesen, Fachrichtung Maschinenbau）（克滕校区）
- 经济法（Wirtschaftsrecht）（贝恩堡校区）